# Дом Четвериковых на Малой Якиманке
Дом Четвериковых — особняк начала XIX века, расположенный в центре Москвы (ул. Малая Якиманка, д. 19, стр. 1). В 2000-х годах был отреставрирован. Сейчас здание занимает НИИ неотложной детской хирургии и травматологии. Дом Четвериковых имеет статус объекта культурного наследия федерального значения.

## История
Первое известное изображение здания на Малой Якиманке обнаружено на плане владения купеческой жены Татьяны Евдокимовой и датировано 1772 годом. Тогда это был квадратный в плане одноэтажный каменный дом, перекрытый сомкнутым сводом. Сохранились стены этого дома, встроенные в современное здание, и по клеймам кирпичей можно предположить, что он был построен в середине XVIII века.
В 1800-х годах владельцем особняка стал купец Иван Васильевич Четвериков. При нём здание было перестроено: первый этаж был существенно расширен и появился второй. В 1845 году у особняка появился деревянный мезонин. В 1863 году к восточному фасаду был пристроен двухэтажный объём. В конце XIX века владельцем усадьбы стал купец Николай Осипович Сушкин, при котором на фасадах и в интерьерах дома появились новые декоративные элементы. При советской власти особняк стал одним из корпусов детской травматологическая клиники № 20 им. Тимирязева.
К концу XX века особняк обветшал, и в 1987 году был разработан проект его научной реставрации, который предусматривал воссоздание облика здания на 1860—1870-е годы. Однако этот проект долгое время не удавалось воплотить в жизнь. Особняк пустовал, в нём поселились бомжи, а потом произошёл пожар.
В 2003 году на основе детской городской клинической больницы № 20 имени К. А. Тимирязева создан Научно-исследовательский институт неотложной детской хирургии и травматологии, и рядом с домом Четвериковых началось строительство нового корпуса. Существовали планы сноса дома Четвериковых, строительства на его месте двухуровневой подземной парковки и последующего «воссоздания» особняка. Против этого активно выступила общественность, и в итоге было решено провести реставрацию особняка. Были воссозданы многочисленные декоративные элементы: гипсовые капители, наличники окон, базы пилястр, лепные фасадные кронштейны, сандрики и пояски. Была отреставрирована кирпичная кладка. Несохранившийся деревянный мезонин был восстановлен из кирпича. Интерьеры здания были воссозданы по натурным фрагментам и обмерам 1980-х годов. В одной из комнат на втором этаже разместился кабинет директора больницы Леонида Рошаля.